# L'Islam e la Croce
L'Islam e la Croce è un romanzo scritto da Cristanziano Serricchio.
Pubblicato da Marsilio Editore nel 2002, ha vinto il premio Palazzo al Bosco.

## Citazioni
"L'odio, la vendetta, la guerra eterna tra due fedi hanno bisogno di tempo perché gli uomini prendano consapevolezza della loro assurdità."